# East Lexington
East Lexington est une census-designated place située dans le comté de Rockbridge, dans l’État de Virginie, aux États-Unis. Lors du recensement de 2020, elle comptait 1 824 habitants.